# VerkeersInformatieDienst
De VerkeersInformatieDienst (VID) was een Nederlandse commerciële organisatie die zich tussen 1998 en 2018 bezighield met het verspreiden van verkeersinformatie. Gegevens van verschillende bronnen (waaronder Rijkswaterstaat) werden samengevoegd en gepresenteerd aan weggebruikers via radio, tv, internet, navigatie, 0900-lijnen en sms-diensten.

## Geschiedenis
De Verkeersinformatiedienst ontstond in 1998, toen het Korps landelijke politiediensten de verspreiding van verkeersinformatie aan burgers stopzette. Dit paste binnen het overheidsvoornemen om de verspreiding van verkeersinformatie over te laten aan marktpartijen. In samenwerking met het telecommunicatiebedrijf US Telecom richtte een aantal mensen, waaronder Theo Gerritsen en Jelles Bode, de VerkeersInformatieDienst op. De ANWB verzorgde voordien al verkeersinformatie aan een aantal regionale omroepen. Op 1 maart 2018 heeft Rijkswaterstaat de verkeersinformatie-activiteiten en de naam van de VID overgenomen. Sinds 20 maart 2018 worden deze activiteiten gebundeld onder de (nieuwe) naam rijkswaterstaatverkeersinformatie.nl.

## Dienstverlening
De dienstverlening van de VID richtte zich primair op weggebruikers die op weg gingen of waren. Zij konden de informatie via verschillende kanalen raadplegen, zowel gratis als tegen betaling.

### Telefoon
Vanaf de start in 1998 was er een volautomatisch telefonisch informatiesysteem in gebruik, dat de eerste jaren belangrijkste bron van inkomsten voor de VID vormde. Dit door de VID zelf ontwikkelde systeem werd in de loop der tijd uitgebreid en gemoderniseerd en bood de beller verkeersinformatie via verschillende ingangen. Zo kon een volledig overzicht, een overzicht per wegnummer of een overzicht op route worden opgevraagd. Een aantal zusterlijnen, o.a. voor Haaglanden Mobiel, bood ook reistijdinformatie. Voor diverse radiostations, waaronder Radio 538, werd de lijn onder eigen branding en met een eigen stem geëxploiteerd, vaak met aanvullende informatie zoals snelheidscontroles of informatie over het openbaar vervoer.

### Internet, social en app
Ontstaan in 1998 als middel voor radiostations om verkeersinformatie te kunnen lezen voor de radio, groeide de eigen website (www.vid.nl) uit tot een belangrijke informatiebron voor weggebruikers. Naast het actuele overzicht van de files en achtergrondinformatie, werkte een actieve meldkamer aan de totstandkoming van duizenden nieuwsartikelen. De opkomst van Twitter bood een nieuw medium. Het populaire @VID account, met uiteindelijk meer dan 70.000 volgers, bood een stroom aan foto's en berichten om de toestand op de weg te duiden.

Ook andere websites konden data afnemen en publiceren op hun eigen site. In de loop der jaren werd de informatie bijvoorbeeld geïntegreerd door o.a. Ilse, de Volkskrant en NU.nl). De data kwam ook beschikbaar via RouteRadar een eigen platform van RTL en de SBS verkeersapp. De eigen VID app was een minder groot succes, de focus binnen de organisatie lag meer bij de inwinning en distributie via massa media.

### Kranten, radio en TV
Gedurende een aantal jaar leverde de VID een rubriek in de Volkskrant waarin de spitsverwachting voor de volgende twee dagen werd gegeven, met daarbij een kleine greep uit de komende werkzaamheden. Deze rubriek is nog steeds in de krant te vinden, maar wordt nu door een andere provider geleverd.
Een belangrijk ander kanaal was de verspreiding via radio en tv. Dagelijks werden bulletins verzorgd in het RTL ontbijtnieuws (RTL 4) en Goedemorgen Nederland op tv. Daarnaast werd voor een aantal landelijke en regionale radiozenders (o.a. Radio 538, Radio Veronica, Radio West, Radio M Utrecht en NH) de verkeersinformatie geleverd. Op sommige van deze zenders werd de informatie zelf gelezen, op de andere zenders werden de bulletins (semi-)live door verkeersinformatielezers van de VID verzorgd.

### File Top 50
Tot 2002 was het rapporteren over de filesituatie in Nederland voorbehouden aan Rijkswaterstaat. Vaak duurde het maanden (een half jaar was geen uitzondering) voordat een goed beeld verkregen werd van de situatie in het voorgaande jaar. Dit was een van de redenen voor de VID om begin 2002 met een eigen File Top 50 over het jaar 2001 te komen. Vanaf dat moment werd elk jaar op 1 januari een beeld gegeven van de ontwikkeling van de filedruk in het daaraan voorafgaande jaar.

Vanaf 2003 bracht de VID elk kwartaal ten minste een Top 10 uit en met een vergelijking van de verkeerssituatie met die van het jaar daarvoor. Uit deze rapportage volgde in 2006 onder andere het negatieve effect van de 80km-zones op de doorstroming en eerder het voorbijgaande effect van spitsstroken. Op 1 januari 2018 werd de laatste VID File Top 50 uitgebracht.

### Verkeersmanagement
In 2007 startte de Verkeersinformatiedienst met tijdelijke systemen voor het verkeersmanagement. Zo worden bijvoorbeeld reistijden ingewonnen met (tijdelijke) kenteken- of bluetoothregistratie op alternatieve routes rond wegwerkzaamheden. Vaak worden deze tijden middels tekstkarren aan de weggebruikers gepresenteerd, maar de wegbeheerder gebruikt ze daarnaast om de verkeersstromen te kunnen beheersen. Ook andere tijdelijke systemen zijn beschikbaar, zoals ARGOS een speciale toeritdosering die sluipverkeer via verzorgingsplaatsen tegengaat, 'hoogtebeeld' en een mobiele toeritdosering. Vanaf 2015 is een netwerk van hoog geplaatste verkeerscamera's uitgerold, waarmee publiek een goed beeld krijgt van een verkeerssituatie. Al deze activiteiten vallen sinds 1 maart 2018 onder INMOVES.

### Opsporing
De gegevens die verzameld worden met het inwinsysteem voor reistijden wordt soms ingezet bij opsporing. Dit systeem is een netwerk van sensoren dat (versleutelde) unieke bluetooth MAC-adressen of kentekens registreert van auto's, mobiele telefoons, navigatiesystemen en GPS-trackers erin. Deze gegevens zijn, onder andere door de versleuteling, niet rechtstreeks te herleiden tot de persoon of het voertuig, maar kunnen wel door opsporingsdiensten worden gevorderd.